# Булатов Ісмаїл Булатович
Ісмаї́л Була́тович Була́тов (28 лютого 1902, Євпаторія, Російська імперія — 25 вересня 1975, Одеса, Українська РСР) — радянський військовик кримськотатарського походження, генерал-майор. Учасник німецько-радянської війни. Кавалер трьох орденів Червоного Прапора, ордена Кутузова II ст., ордена Богдана Хмельницького II ст.

## Життєпис
Народився в бідній родині. Рано залишився без батька, тож змушений був багато працювати, аби забезпечити матір та двох молодших братів. Увесь вільний час приділяв навчанню. Закінчив рабфак, після чого вирушив до Сімферополя, де був зарахований до групи кримськотатарської молоді, що отримала шанс навчатися у дворічній військово-політичній школі в Казані. Після закінчення школи був направлений до лав Червоної армії для проходження військової служби. Обіймав посади політкерівника роти, комісара полку, начальника клуба 23-ї стрілецької дивізії, відповідальним секретарем партбюро. У 1933 році був направлений на навчання до Ленінградської військово-політичної академії, яку закінчив за чотири роки. Після закінчення залишився працювати у академії на посаді начальника курсу сухопутного факультету.
В 1942 разом з генерал-лейтенантом В. Д. Цвєтаєвим займався формуванням 10-ї резервної армії. Понад 20 дивізій, сформованих у складі армії, були спрямовані на Сталінградський, Донський і Південно-Західний фронти. У грудні 1942 був призначений членом Військової ради 5-ї ударної армії, створеної на базі 10-ї резервної армії. У складі армії брав участь у битві за Сталінград.
У березні 1943 року отримав військове звання генерал-майора. У червні 1944 року був призначений заступником командувача з тилу 10-ї гвардійської армії 2-го Прибалтійського фронту. У січні 1945 призначений заступником командувача військ по тилу 21-ї армії 2-го Білоруського фронту. Брав участь в боях за Кенігсберг і у битві за Берлін. Незабаром тяжко захворів і в січні 1946 вийшов у відставку.
Після виходу у відставку оселився в Одесі. Через депортацію кримських татар не зміг повернутися до Криму як і його брат, учасник війни, Зекерія. Почесний громадянин міста.

## Нагороди
- Орден Червоного Прапора (30 січня 1943) — за зразкове виконання бойових завдань командування на фронті боротьби з німецькими загарбниками та виявлені при цьому звитягу та мужність[1].
- Орден Червоного Прапора (17 вересня 1943) — за зразкове виконання бойових завдань командування на фронті боротьби з німецькими загарбниками та виявлені при цьому звитягу та мужність[2].
- Орден Червоного Прапора
- Орден Кутузова II ст. (31 березня 1943) — за вміле та мужнє керування бойовими операціями та за досягнуті в результаті цих операцій успіхи в боях з німецько-фашистськими загарбниками[3].
- Орден Богдана Хмельницького II ст. (19 березня 1944) — за вміле та мужнє керування бойовими операціями та за досягнуті в результаті цих операцій успіхи в боях з німецько-фашистськими загарбниками[4].

## Вшанування пам'яті
- В Сімферополі іменем Ісмаїла Булатова названо одну з вулиць міста.
- У січні 2008 року в Євпаторії на будинку за адресою вул. Дальня, буд. 18 встановлено меморіальну дошку пам'яті Ісмаїла Булатова[5].